# Compañía de los Ferrocarriles de Madrid a Cáceres y Portugal
La Compañía de los ferrocarriles de Madrid a Cáceres y Portugal (MCP) fue una empresa ferroviaria española que operó durante los siglos XIX y XX. Durante su existencia estuvo a cargo de la línea Madrid-Valencia de Alcántara. En la década de 1890 se fusionó con otra sociedad y adoptó el nombre de Compañía de los Ferrocarriles de Madrid a Cáceres y Portugal y Oeste de España (MCP-O).
A lo largo de su historia la empresa no contó con una importante red ferroviaria, si bien operó la estratégica línea Madrid-Lisboa y la línea Plasencia-Astorga. También llegó a poseer la estación de Madrid-Delicias como cabecera de la compañía. Debido a ello, la compañía revistió de una cierta importancia en el contexto ferroviario español. En la década de 1920 la situación financiera de la compañía se agravó hasta el punto en que tuvo que intervenir el Estado. En 1927-1928 sus infraestructuras y material móvil fueron incautados e integrados en la Compañía Nacional de los Ferrocarriles del Oeste.

## Historia

### Explotación
La Compañía de los ferrocarriles de Madrid a Cáceres y Portugal se constituyó en diciembre de 1880 a partir de dos sociedades: 
- Ferrocarril del Tajo, creada en 1871 y que contaba con la línea desde Madrid a Malpartida de Plasencia;
- Ferrocarriles de Cáceres a Malpartida y a la frontera de Portugal, creada en 1876 y que contaba con ferrocarriles desde Cáceres a Malpartida de Plasencia y la frontera portuguesa;

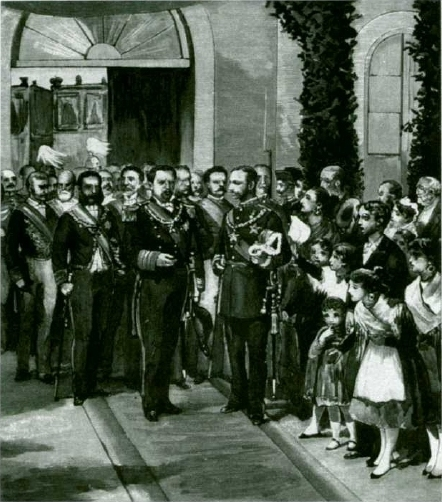
Valencia de Alcántara. Encuentro de los reyes Luis I y Alfonso XII

Contaban también con el soporte financiero de la Compañía Real de los Caminos de Hierro Portugueses, con la que compartían el tráfico a través de su conexión ferroviaria con Portugal. La inauguración del ferrocarril de Madrid a Portugal se realizó en octubre de 1880 de mano de los reyes de ambas naciones: Alfonso XII y Luis I. Para esta inauguración todavía no se había creado oficialmente la compañía del MCP.

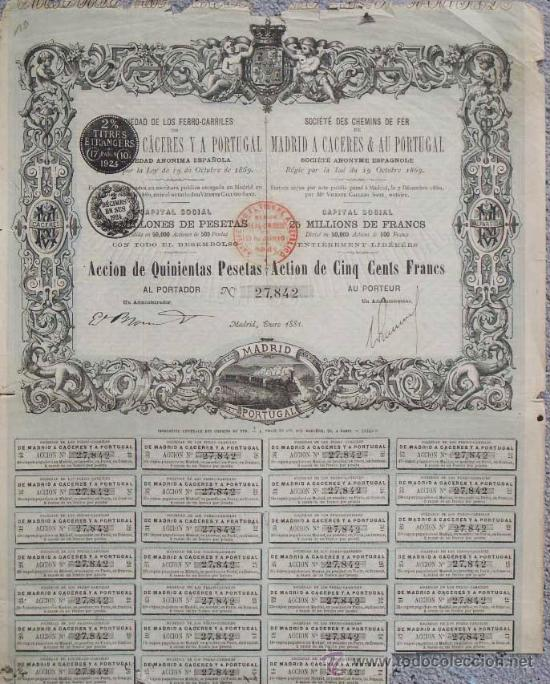
Acción de 500 pesetas emitida por la MCP.

Tras su creación, la compañía consiguió la adquisición de los derechos de construcción de la línea de Plasencia a Astorga a través de un intermediario y con el título de Ferrocarriles del Oeste de España, pero la construcción quedó paralizada debido a la crisis financiera de la empresa lusa, soporte financiero de MCP. Debido a esta crisis, en 1891 la compañía traspasó sus derechos de explotación a la nueva sociedad Gran Central de España, que daría paso, en 1894, a la nueva Compañía de los Ferrocarriles de Madrid a Cáceres y Portugal y Oeste de España tras la suspensión de pagos de las compañías de Madrid a Cáceres y Portugal, la Real Portuguesa y la del Oeste. Esta compañía explotaría la línea Madrid-Cáceres-Portugal junto a la de Malpartida de Plasencia - Astorga, que finalmente sería inaugurada el 21 de abril de 1896.
Ni por la extensión de su red ni por el volumen de su negocio alcanzó la M.C.P. la importancia, ni mucho menos, de las otras dos grandes compañías (Compañía de los Caminos de Hierro del Norte y MZA) que en Madrid tuvieron su cabecera. Si aparecía con algún relieve sobre otras varias fue por ser internacional su línea básica, y por tener la empresa en su mando, consejo y dirección en el edificio de su estación de Delicias.

### Estación de Delicias
Esta estación no pertenecía originalmente a la M.C.P., pues el proyecto había sido llevado a cabo por la Compañía de Caminos de Hierro de Ciudad Real a Badajoz, que se postulaba como una creciente compañía. Pero estas expectativas terminaron cuando la compañía fue absorbida por la MZA en 1880, la cual ya contaba con la Estación de Atocha en propiedad. Por ello, en el Convenio de París de 13 de febrero de 1883 la estación fue vendida a M.C.P. aunque los trenes a Ciudad Real continuaron saliendo de la Estación de Delicias hasta diciembre de 1892, año en que finalizan las obras de ampliación y reforma de la Estación de Atocha iniciadas en 1888. La estación se convirtió en cabecera y sede de la compañía, que tenía sus oficinas en el edificio y desde allí dirigía las operaciones ferroviarias, aunque estaba más preparada como estación de paso que como estación término.

### Etapa de crisis y desaparición
A pesar de la siempre deficiente situación financiera de la compañía, logró mantenerse independiente durante largos años. Sin embargo, incluso con las ayudas estatales los resultados negativos de la explotación mantenían el material rodante y las infraestructuras de la compañía en un estado lamentable. Finalmente, esta situación obligó al Estado, en 1927, a incautarse de las líneas, creándose así la Compañía Nacional de los Ferrocarriles del Oeste en 1928.